# 胡乃元
- ナイユアン・フー

胡 乃元（フー・ナイユアン；英語: HU Nai-Yuan, 1961年1月13日 - ）は、台湾出身のヴァイオリン奏者。

## 経歴
台南にて生まれる。５歳よりヴァイオリンを始め、1972年に渡米。ブローダス・アールとジョゼフ・シルヴァースタインにヴァイオリンを師事し、インディアナ大学に進学してジョーゼフ・ギンゴールドの薫陶を受けた。大学卒業後もしばらくギンゴールドの助手を務めている。1985年のエリザベート王妃国際音楽コンクールで優勝して演奏活動を開始。
1990年にはボストンで盛宗亮の無伴奏ヴァイオリン曲《流れ》を初演。1999年には北京音楽祭でマルタ・アルゲリッチやミッシャ・マイスキーらと共演した。2004年から故郷の台湾で「台湾コネクション」と題する音楽祭を立ち上げ、自ら音楽監督を務めた。2007年には、その音楽祭に出演する若手の音楽家たちとアンサンブルを作り、2007年には、そのアンサンブルで指揮者を置かずにルートヴィヒ・ヴァン・ベートーヴェンの交響曲第３番《英雄》を演奏して注目を集めた。